# Czerń i Biel

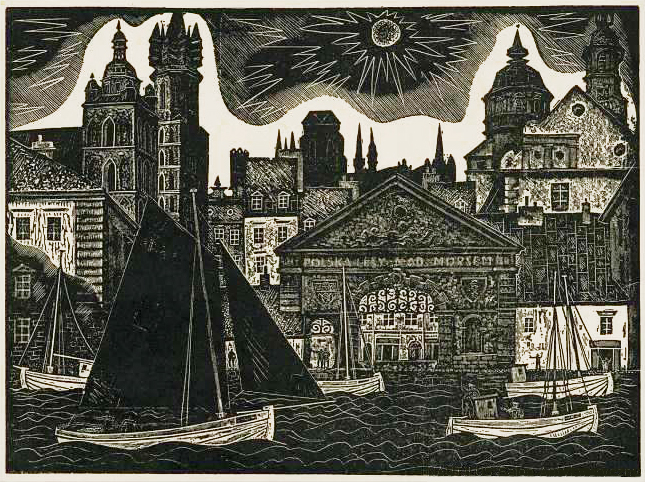
Grafika Polska leży nad morzem Tadeusza Cieślewskiego (syna), 1936

Grupa Artystów Grafików „Czerń i Biel” – polskie stowarzyszenie artystyczne o profilu graficznym.

## Historia i profil
Było to ugrupowanie artystów plastyków założone w Warszawie w 1935, nawiązujące do tradycji Stowarzyszenia Polskich Artystów Grafików „Ryt”. Skupiało młodych artystów – głównie grafików – absolwentów stołecznej Akademii Sztuk Pięknych. Członkowie grupy składali się z uczniów nieżyjącego już wówczas Władysława Skoczylasa – grafika, malarza i rzeźbiarza, profesora ASP, oraz jego następcy na katedrze – Leona Wyczółkowskiego, który był także patronem formacji. Jej prezesem został Tadeusz Cieślewski (syn). Grupa współkonstytuowała Blok Zawodowych Artystów Plastyków i działała do wybuchu II wojny światowej w 1939.
Grupa nie miała określonego programu artystycznego. Priorytetem dla jej członków był wysoki poziom warsztatowy tworzonych prac. Specjalizowali się przede wszystkim w drzeworycie, litografii i technikach metalowych – miedzioryt, metaloryt. Grupa organizowała własne wystawy, m.in. w Warszawie i Londynie w 1936. Rok później nakładem Doświadczalnej Pracowni Graficznej została wydana jedyna teka grafik ugrupowania, pt. Czerń i Biel.

## Wybrani członkowie
- Tadeusz Cieślewski (syn)
- Zofia Fijałkowska
- Bernard Frydrysiak
- Janina Kłopocka
- Aleksander Sołtan
- Fiszel Zylberberg